# Paul Sobrado
Paul Antonio Sobrado Nunta – peruwiański zapaśnik walczący w stylu klasycznym. Brązowy medalista mistrzostw panamerykańskich w 2006. Zdobył srebrny medal na igrzyskach Ameryki Płd. w 2006 i na igrzyskach boliwaryjskich w 2005. Mistrz Ameryki Południowej w 2011 roku.